# Orde van Verdienste voor de Landbouw (Laos)
De Orde van Verdienste voor de Landbouw was een van de orden van verdienste van het Koninkrijk Laos. De door Koning Sisavang Vong op 20 november 1950 ingestelde orde, in het Lao "Itsarriyaphon Sowathara Haeng Kankasikan" geheten, werd in drie klassen toegekend voor verdiensten op het gebied van de landbouw en de economie.
- Commandeur of Dadiyaphon
- Officier of Jadutaphon
- Ridder of Banjamaphon

De zinnebeeldige figuur van Vrouwe Sowathara, de belichaming van de vruchtbare aarde, gaf ook haar naam aan de Orde van Verdienste voor de Landbouw van het naburige Cambodja; de Orde van Sowartha.

Zie ook: Ridderorden in Laos